# Csíkos földigalamb
A csíkos földigalamb (Zentrygon linearis) a madarak osztályának galambalakúak (Columbiformes) rendjéhez és a galambfélék (Columbidae) családjához tartozó faj.

## Rendszerezése
A fajt Florent Prevost francia ornitológus és természettudós írta le 1843-ban, a Columbi-Gallina nembe Columbi-Gallina linearis néven. Sorolták a Geotrygon nembe Geotrygon linearis néven.

## Alfajai
- Zentrygon linearis linearis (Prévost, 1843)
- Zentrygon linearis trinitatis (Hellmayr & Seilern, 1912)[2]

## Előfordulása
Kolumbia és Venezuela, valamint Trinidad és Tobago területén honos. szubtrópusi és trópusi nedves, síkvidéki valamint hegyvidéki erdeiben honos. Természetes élőhelyei a szubtrópusi vagy trópusi síkvidéki és hegyi esőerdők. Állandó nem vonuló faj.

## Megjelenése
Testhossza 29 centiméter, testtömege 230-284 gramm.

## Természetvédelmi helyzete
Az elterjedési területe nagyon nagy, egyedszáma viszont csökken, de még nem éri el a kritikus szintet. A Természetvédelmi Világszövetség Vörös listáján nem fenyegetett fajként szerepel.